# هشتگرد
هَشتگِرد شهری در استان البرز ایران است. این شهر در ۶۸ کیلومتری غرب تهران واقع شده است.
هشتگرد مرکز شهرستان ساوجبلاغ است و در بخش مرکزی این شهرستان قرار گرفته است. شهرجدیدِ مهستان به فاصلهٔ ۱کیلومتری این شهر و در شمال و شمال شرقی آن قرار دارد.

## پیشینه و نام
شهرها و روستاهای فراوانی در ایران وجود دارد که پسوند «گِرد» به معنای شهر در آن به کار رفته است. هشتگرد در قدیم هشت دژ بوده است، که به معنی هشت پارچه آبادی است.
در لغت‌نامه دهخدا در مورد هشتگرد آورده شده است: دهی است از بخش شهرستان کرج که دارای ۸۰۹ تن سکنه، آب آن از رود کردان و محصول عمده اش غله، صیفی، انگور و لبنیات است. امامزاده‌ای دارد که بنای آن قدیمی است.
حاجی‌علی رزم‌آرا نخست‌وزیر ایران در سال ۱۳۲۹ در کتاب خود یعنی فرهنگ جغرافیایی ایران از هشتگرد تحت نام هشجرد چند مورد یاد کرده است.

### هشتگرد در دوره پهلوی
زمین‌های هشتگرد قبل از سال ۱۳۲۰ خورشیدی به‌طور خالصه از طرف دولت عرضه شد. سپس شخصی به نام گورگیان که از ارامنه بود و به این محل آمده بود، زمین‌ها را به مبلغ ۹۰۰/۰۰۰ ریال خریداری نمود. املاک خریداری شده توسط این فرد شامل ۶ آبادی خالصه از جمله هشتگرد بود که نام‌برده در سال اول پول خود را از عواید این زمین‌ها مستهلک نمود و در سال‌های بعد شروع به فروش زمین‌ها به خرده مالکین به ویژه کردهای مهاجر از شهرستان صحنه نمود. به همین دلیل است که غالب زمین‌های این منطقه در مالکیت خرده مالکین کرد است.

## جمعیت شناسی

### زبان
اهالی بومی هشتگرد به زبان فارسی و گویش کرجی صحبت می‌کنند.

### جمعیت
جمعیت این شهر در سرشماری سال ۱۳۹۵ ، بیش از ۵۵،۰۰۰ نفر بوده است.

## محله‌ها و مناطق شهر هشتگرد
طبق روایات موجود، هستهٔ نخستین شهر هشتگرد در گذشته، در محل تپه باستانی چال تپه هشتگرد که در جنوب غربی شهر قرار دارد و اکنون به اسم کرد کُردآباد شناخته می‌شود، شکل گرفته بود. که در اثر سانحه (احتمالاً سیلاب) سکونتگاه مذکور به محل دهکدهٔ هشتگرد واقع در محلهٔ کُردآباد و بعدها هستهٔ مرکزی شهر به سمت جادهٔ قدیم تهران-قزوین و مسجد جامع فعلی کشیده شده است.

### بافت شهری و محله‌ها
از نظر بافت شهری شهر هشتگرد را می‌توان به مناطق زیر تقسیم‌بندی نمود:
1. منطقه جنوب غربی شامل محله‌های کُردآباد (دهکده هشتگرد) و وحدت پایین (تُرک‌آباد پایین) است. اکثر ساکنان این محله‌ها ریشه در شهرستان‌های زنجان، صحنه، آذربایجان شرقی (هشترود)، کردهای کردستان، کرمانشاه و آذربایجان غربی (تکاب) دارند.
2. مناطق اطراف جاده اصلی که در این قسمت به تبعیت از خیابان اصلی بافت شهر منظم‌تر می‌شود و خیابان‌ها به صورت موازی یا منشعب از خیابان اصلی قرار می‌گیرد. در این محلات وسعت مساکن بیشتر شده است و از نظر نقشه ساختمانی نیز کیفیت بهتری پیدا می‌کند. مسجد جامع و بازارچه‌های شهر در این محل قرار دارند.
3. مناطق شمال شهر که شهرک ولی عصر را شامل می‌شود. در این شهرک بافت شهری به صورت منظم و شطرنجی بوده و زمین‌های این قسمت توسط زمین شهری در قطعات ۲۰۰ و ۲۵۰ متری به ساکنان واگذار شده است.
4. مناطق شمال غربی شهر، شامل شهرک بعثت و کوثر که جدیدترین و نوسازترین بخش مسکونی شهر هشتگرد را تشکیل می‌دهد. در این شهرک که بعد از سال ۱۳۷۵ خورشیدی توسعه پیدا کرده ساختمان‌ها عمدتاً سه یا چهار طبقه با پیلوت می‌باشد. توسعه فعلی شهر در حال حاضر به این سمت می‌باشد.
5. مناطق شرقی شهر که محله‌های والفجر، محله پارک مادر و شهرک دانش را شامل می‌شود، که محله‌های فوق حول خیابان اصلی شهر در سمت شرقی شهر جای گرفته است. بیشتر اهالی رزن همدان که به شغل مصالح ساختمانی و موزاییک و دیگر کارهای ساختمان و عمرانی مشغول هستند، ساکن این منطقه می‌باشند.
6. مناطق جنوب شهر که اصلی‌ترین محله‌های آن خیابان مدرس جنوبی (دخانیات) است. در قسمت پایینی محله باغ‌های انگور و باغ‌های مالکین و ساکنان وجود دارد و دارای یک کارخانه قدیمی دخانیات است. نام محله نیز از همین کارخانه قدیمی برگرفته شده است.
7. محله‌های سفیدارک، خیابان مصلی و طالقان محله که جزو مناطق غربی شهر محسوب می‌شوند.
8. مناطق شمال شرقی شهر که عمدتاً شامل سایت نوساز اداری شهر هشتگرد می‌باشد که در مسیر توسعه شهر بسیار کار آمد بوده است.

## موقعیت جغرافیایی
موقعیت جغرافیایی شهر هشتگرد در میان دو شهر قزوین و کرج است و منطقه ای نیمه خشک و کمی سرد دارد.